# Sincronizada

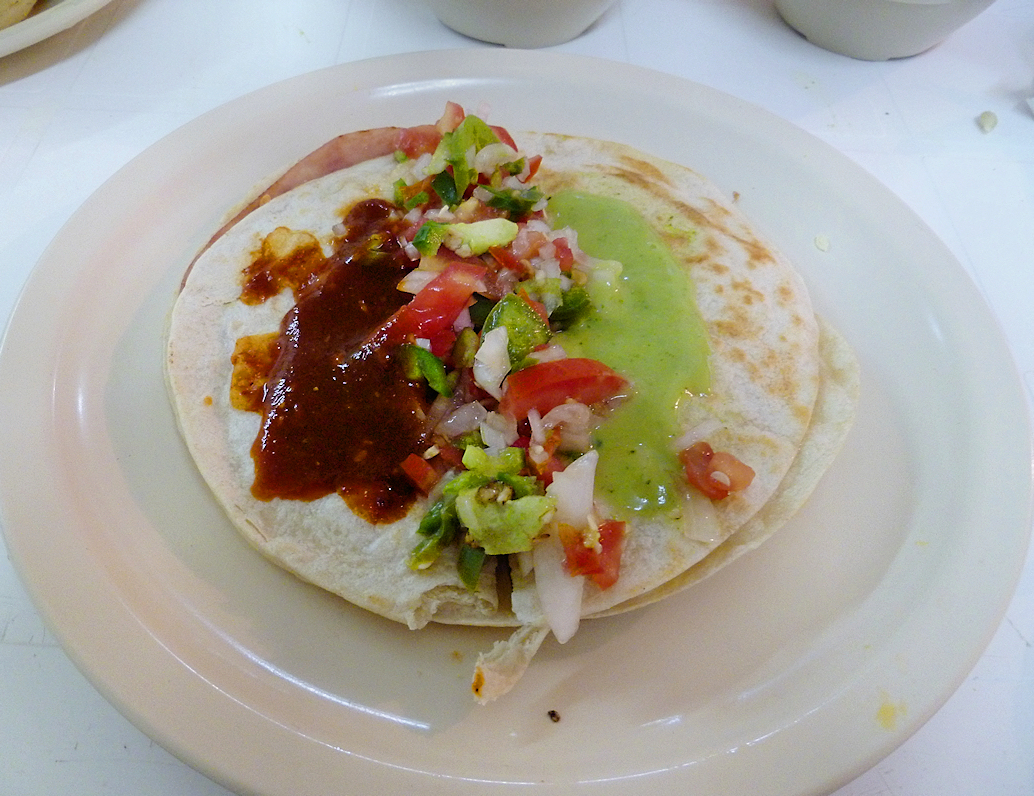
Sincronizada, comida mexicana con guacamole, chorizo y salsa encima.

La sincronizada  es un platillo mexicano similar al taco, hecho a base de una tortilla de harina. Frecuentemente, se confunde con las quesadillas mexicanas. Se denominan así por «sincronizarse» las dos tortillas cubriendo el contenido de jamón, queso, chorizo y aguacate.

## Características
Comúnmente, se prepara con tortilla de masa de harina de trigo, no obstante, se puede preparar con masa de harina de maíz; aunque el reemplazo de masas puede alterar un poco el sabor. También suele tostarse. Se tiene que tener en cuenta que de manera opcional puede añadirse jamón. Los ingredientes pueden variar desde el queso Chihuahua, queso Oaxaca, el manchego, o queso Monterey Jack. En algunas regiones de México, es común añadir crema, una especie de crema ácida que realza el sabor final.